# Martin Beyer (Schriftsteller)
Martin Beyer (* 28. Dezember 1976 in Frankfurt am Main) ist ein deutscher Schriftsteller und Literaturvermittler. Er lebt und arbeitet in Bamberg als freier Autor und Dozent für Kreatives Schreiben.

## Leben
Martin Beyer studierte Germanistik mit dem Schwerpunkt Literaturvermittlung an der Otto-Friedrich-Universität Bamberg und promovierte dort 2005 bei Wulf Segebrecht mit einer Arbeit über die Mythosadaptionen Christa Wolfs. Er unterrichtet Kreatives Schreiben und Storytelling unter anderem an der Akademie Faber-Castell, in Schulen und für Stiftungen. Zusammen mit der Lyrikerin Nora Gomringer moderiert er die Talk-Reihe Villa Wild im ETA Hoffmann Theater in Bamberg. In dieser Veranstaltung und auch im Literaturfestival Bamberg liest, das er 2011 bis 2015 kuratierte, führte Beyer unterschiedliche Kunstformen, Wissenschaft und Handwerk zu verschiedenen Fragestellungen zusammen. Zudem ist Beyer Mitinitiator des Bildungsprojektes Märchenakademie.

## Literarisches Werk
Noch zu Schulzeiten veröffentlichte Beyer seine erste Erzählung Fragezeichen im Alkyon Verlag (Weissach im Tal). Nach weiteren Veröffentlichungen in Independent-Verlagen erschien 2009 der Roman Alle Wasser laufen ins Meer im Klett-Cotta Verlag. Das Buch erzählt vom österreichischen Dichter Georg Trakl und seiner Schwester Margarethe, einer Pianistin. Beide führen ein radikales Künstlerleben und zerbrechen sowohl an ihrer Liebe als auch an ihren Versuchen, in einer Welt im Umbruch heimisch zu werden. Schon vor der Veröffentlichung initiierte Martin Beyer mit dem Gitarristen Gerald Kubik das Duo SilbenMusik und vertonte Gedichte Trakls.
Es folgten der Erzählband Mörderballaden (asphalt & anders Verlag), das Kinderbuch Titus und der verwunschene Wald (unter dem Pseudonym Theodor Serapion), das Sachbuch StoryThinking (Franz Vahlen/C. H. Beck Verlag) und der Roman Und ich war da (Ullstein). Darin erzählt Beyer von einem Jedermann, der während des Regimes der Nationalsozialisten zu einem Henkersgehilfen wird. Im Januar 2022 erscheint der Roman Tante Helene und das Buch der Kreise bei Ullstein. Der Familienroman spannt einen Bogen von den Revolten der 1960er-Jahre bis in die unmittelbare Gegenwart. Im Mittelpunkt steht die Malerin und Modeschöpferin Helene Klasing, die sich gegen familiäre und gesellschaftliche Vorbehalte behaupten muss – und ihr unvollendetes Lebenswerk, das Buch der Kreise, an ihren Neffen Alexander weitergibt. 2009 wurde Martin Beyer der Walter-Kempowski-Literaturpreis verliehen, er erhielt mehrere Stipendien im In- und Ausland (siehe Auszeichnungen).
Beyer war 2019 mit einem Ausschnitt aus dem Roman Und ich war da Finalist beim Ingeborg Bachmann Preis in Klagenfurt. Er las auf Einladung von Michael Wiederstein. Der Ausschnitt löste unter den Juroren eine Kontroverse aus. Mit der Leipziger Posaunistin Antonia Hausmann hat er eine musikalische Lesung zu dem Roman erarbeitet.

## Auszeichnungen
- 2021 Arbeitsstipendium für Schriftstellerinnen und Schriftsteller des Freistaats Bayern[6]
- 2019 Finalist beim Ingeborg-Bachmann-Wettbewerb/Tage der deutschsprachigen Literatur in Klagenfurt
- 2019 Kunststipendium der Stadt Bamberg[7]
- 2013 Bayerischer Kunstförderpreis in der Sparte Literatur
- 2012 Spreewald-Literatur-Stipendium
- 2011 Kultur-Förderpreis der Stadt Bamberg[8]
- 2009 Walter-Kempowski-Literaturpreis für den Beitrag Der Mond ist immer schön
- 2004 Aufenthaltsstipendium in Mojácar, Spanien
- 2003 Aufenthaltsstipendium in Rhodos, Griechenland
- 2003 Aufenthaltsstipendium in Visby, Schweden
- 2002 Aufenthaltsstipendium des Landes Schleswig-Holstein im Künstlerhaus Kloster Cismar

## Publikationen

### Roman/Erzählband
- Tante Helene und das Buch der Kreise. Ullstein, Berlin 2022.
- Und ich war da. Roman. Ullstein, Berlin 2019, ISBN 978-3-550-20039-7.
- Mörderballaden. Dreizehn Erzählungen. asphalt & anders, Hamburg 2013, ISBN 978-3-941639-09-6.
- Alle Wasser laufen ins Meer. Roman. Klett-Cotta, Stuttgart 2009, ISBN 978-3-608-93609-4.
- Hinter den Türen. Roman nach Motiven der Krabat-Sage. Mit vier Illustrationen von Oliver Schlemmer. Eskapis, Hamburg 2002. Auch als Hörbuch, ISBN 3-937016-95-3.
- Sterzik. Roman. Eskapis, Hamburg 2001, ISBN 3-9806993-2-3.
- Nimmermehr. Novelle. Alkyon, Weissach i.T. 1998, ISBN 3-926541-96-2.
- Fragezeichen. Erzählung. Alkyon, Weissach i.T. 1995, ISBN 3-926541-52-0.

### Kinderbuch
- Titus und der verwunschene Wald. Mit Illustrationen von Mirjam Zels. Märchenakademie, Saarbrücken/Bamberg 2016, ISBN 978-3-00-052964-1.
- Junge Dichter und Denker. Rap trifft Goethe & Co. edelkids, Hamburg 2007, ISBN 978-3-89855-712-2.

### Sachbuch/Wissenschaft
- StoryThinking. Durch die Kraft des Erzählens Mitarbeiter und Kunden gewinnen. Vahlen, München 2018, ISBN 978-3-8006-5744-5.
- Das System der Verkennung. Christa Wolfs Arbeit am Medea-Mythos. Königshausen & Neumann, Würzburg 2007, ISBN 978-3-8260-3376-6.

### Herausgeberschaft
- #poesie. Hg. von Martin Beyer und Nora Gomringer. Voland & Quist, Dresden/Leipzig 2018, ISBN 978-3-86391-197-3.
- Du sollst dir ein Bild machen. (= Tandembücher. 5). Verlag Bamberg liest, Bamberg 2015, ISBN 978-3-00-050990-2.
- e_und. (= Tandembücher. 4). Zweisprachiger Lyrikband von Alessandra Brisotto und Isabel Bederna. perpetuum, Bamberg 2014, ISBN 978-3-9813638-8-3.
- Echofrei. (= Tandembücher. 3). Thomas Glavinic. perpetuum, Bamberg, Novelle von Selmar Klein. Mentorat 2013, ISBN 978-3-9813638-4-5.
- Stirb & Werde. Acht Tandemgeschichten. (= Tandembücher. 2). perpetuum, Bamberg 2012, ISBN 978-3-9813638-3-8.
- Zeichen & Wunder. Sieben Tandemgeschichten. (= Tandembücher. 1). perpetuum, Bamberg 2011, ISBN 978-3-9813638-2-1.
- LautSprechen. Höranthologie. Best of Poetry Slam Bamberg III. Hg. von Martin Beyer und Nora Gomringer. BeGo, Bamberg 2004.
- Best of Poetry Slam Bamberg II. Hg. von Martin Beyer und Nora Gomringer. BeGo, Bamberg 2003.
- Best of Poetry Slam Bamberg I. Hg. von Martin Beyer und Nora Gomringer. BeGo, Bamberg 2002.